# Cantón de Cergy-Norte
El cantón de Cergy-Norte era una división administrativa francesa, que estaba situada en el departamento de Valle del Oise y la región de Isla de Francia.

## Composición
El cantón estaba formado por tres comunas, más una fracción de la comuna que le daba su nombre:
- Boissy-l'Aillerie
- Cergy (fracción)
- Osny
- Puiseux-Pontoise

## Supresión del cantón de Cergy-Norte
En aplicación del Decreto n.º 2014-168 de 17 de febrero de 2014, el cantón de Cergy-Norte fue suprimido el 22 de marzo de 2015 y sus 4 comunas pasaron a formar parte; dos del nuevo cantón de Cergy-1, una del nuevo cantón de Pontoise y la fracción de la comuna que le daba su nombre se unió con la otra fracción para que, por medio de una reestructuración cantonal, fueran creados los nuevos cantones de Cergy-1 y Cergy-2.